# Moxidectină
Moxidectina este un medicament antihelmintic veterinar, utilizat la animale pentru a preveni sau controla viermii paraziți (helminți), cum ar fi viermii cardiaci și intestinali, la câini, pisici, cai, bovine și oi.